# World Professional Darts Championship 2005
De Lakeside World Professional Darts Championship 2005 was de 28e editie van het internationale dartstoernooi World Professional Darts Championship en werd gehouden van 1 januari 2005 tot en met 9 januari 2005 in het Engelse Frimley Green. De World Professional Darts Championship kan worden gezien als het wereldkampioenschap voor de British Darts Organisation, BDO, een van de twee toonaangevende dartsbonden in de wereld. Hierdoor is dit toernooi het belangrijkste toernooi dat onderdeel uitmaakt van diezelfde BDO.

## Prijzengeld

### Mannen
Het totale prijzengeld bedroeg £201.000,- (plus £52.000 voor een 9-darter (niet gewonnen)) en was als volgt verdeeld:
| Plaats        | Prijzengeld |
| ------------- | ----------- |
| Winnaar       | £50.000     |
| Runner-up     | £25.000     |
| Halvefinalist | £11.000     |
| Kwartfinalist | £6.000      |
| 2e ronde      | £4.250      |
| 1e ronde      | £2.750      |

Degene met de hoogste check-out (uitgooi) kreeg £2.000:
- 170 - Raymond van Barneveld £1.000
- 170 - André Brantjes £1.000

### Vrouwen
Het totale prijzengeld bedroeg £10.000,- (plus £52.000 voor een 9-darter (niet gewonnen)) en was als volgt verdeeld:
| Plaats        | Prijzengeld |
| ------------- | ----------- |
| Winnaar       | £4.000      |
| Runner-up     | £2.000      |
| Halvefinalist | £1.000      |
| Kwartfinalist | £500        |

## Alle wedstrijden

### Mannen

#### Eerste ronde (best of 5 sets)
| Mike Veitch           | Schotland | - | Shaun Greatbatch | Engeland         | 3 - 2 |
| Raymond van Barneveld | Nederland | - | Gary Anderson    | Schotland        | 3 - 0 |
| Tony Eccles           | Engeland  | - | Tony David       | Australië        | 3 - 2 |
| Vincent van der Voort | Nederland | - | Andy Fordham     | Engeland         | 3 - 2 |
| John Walton           | Engeland  | - | Dave Routledge   | Engeland         | 3 - 1 |
| Darryl Fitton         | Engeland  | - | Gary Robson      | Engeland         | 3 - 1 |
| Robert Thornton       | Schotland | - | Martin Atkins    | Engeland         | 3 - 0 |
| Tony West             | Engeland  | - | Rick Hofstra     | Nederland        | 3 - 2 |
| Robert Wagner         | Noorwegen | - | Jarkko Komula    | Finland          | 3 - 2 |
| Ted Hankey            | Engeland  | - | John Kuczynski   | Verenigde Staten | 3 - 1 |
| John Henderson        | Schotland | - | Stephen Bunting  | Engeland         | 3 - 0 |
| Martin Adams          | Engeland  | - | Davy Richardson  | Engeland         | 3 - 2 |
| Simon Whitlock        | Australië | - | Tony Martin      | Engeland         | 3 - 1 |
| Marko Kantele         | Finland   | - | Tony O'Shea      | Engeland         | 3 - 1 |
| André Brantjes        | Nederland | - | Co Stompé        | Nederland        | 3 - 2 |
| Mervyn King           | Engeland  | - | Wayne Warren     | Wales            | 3 - 0 |

#### Tweede ronde (best of 5 sets)
| Raymond van Barneveld | Nederland | - | Mike Veitch    | Schotland | 3 - 1 |
| Vincent van der Voort | Nederland | - | Tony Eccles    | Engeland  | 3 - 1 |
| Darryl Fitton         | Engeland  | - | John Walton    | Engeland  | 3 - 0 |
| Robert Thornton       | Schotland | - | Tony West      | Engeland  | 3 - 0 |
| Ted Hankey            | Engeland  | - | Robert Wagner  | Noorwegen | 3 - 2 |
| Martin Adams          | Engeland  | - | John Henderson | Schotland | 3 - 2 |
| Simon Whitlock        | Australië | - | Marko Kantele  | Finland   | 3 - 1 |
| André Brantjes        | Nederland | - | Mervyn King    | Engeland  | 3 - 2 |

#### Kwartfinale (best of 9 sets)
| Raymond van Barneveld | Nederland | - | Vincent van der Voort | Nederland | 5 - 0 |
| Darryl Fitton         | Engeland  | - | Robert Thornton       | Schotland | 5 - 0 |
| Martin Adams          | Engeland  | - | Ted Hankey            | Engeland  | 5 - 3 |
| Simon Whitlock        | Australië | - | André Brantjes        | Nederland | 5 - 1 |

#### Halve finale (best of 9 sets)
| Raymond van Barneveld | Nederland | - | Darryl Fitton  | Engeland  | 5 - 3 |
| Martin Adams          | Engeland  | - | Simon Whitlock | Australië | 5 - 0 |

#### Finale (best of 11 sets)
| Raymond van Barneveld | Nederland | - | Martin Adams | Engeland | 6 - 2 |

### Vrouwen

#### Kwartfinale (best of 3 sets)
| Crissy Manley      | Engeland  | - | Tarja Salminen | Finland   | 2 - 1 |
| Trina Gulliver     | Engeland  | - | Anne Kirk      | Schotland | 2 - 0 |
| Francis Hoenselaar | Nederland | - | Karin Krappen  | Nederland | 2 - 0 |
| Jan Robbins        | Wales     | - | Sue Edwards    | Engeland  | 2 - 0 |

#### Halve finale (best of 3 sets)
| Trina Gulliver     | Engeland  | - | Crissy Manley | Engeland | 2 - 0 |
| Francis Hoenselaar | Nederland | - | Jan Robbins   | Wales    | 2 - 0 |

#### Finale (best of 3 sets)
| Trina Gulliver | Engeland | - | Francis Hoenselaar | Nederland | 2 - 0 |

World Cup Darts (WDF)

1977 · 1979 · 1981 · 1983 · 1985 · 1987 · 1989 · 1991 · 1993 · 1995 · 1997 · 1999 · 2001 · 2003 · 2005 · 2007 · 2009 · 2011 · 2013 · 2015 · 2017 · 2019 · 2021 · 2023
World Darts Championship (BDO)

1978 · 1979 · 1980 · 1981 · 1982 · 1983 · 1984 · 1985 · 1986 · 1987 · 1988 · 1989 · 1990 · 1991 · 1992 · 1993 · 1994 · 1995 · 1996 · 1997 · 1998 · 1999 · 2000 · 2001 · 2002 · 2003 · 2004 · 2005 · 2006 · 2007 · 2008 · 2009 · 2010 · 2011 · 2012 · 2013 · 2014 · 2015 · 2016 · 2017 · 2018 · 2019 · 2020
World Darts Championship (PDC)

1994 · 1995 · 1996 · 1997 · 1998 · 1999 · 2000 · 2001 · 2002 · 2003 · 2004 · 2005 · 2006 · 2007 · 2008 · 2009 · 2010 · 2011 · 2012 · 2013 · 2014 · 2015 · 2016 · 2017 · 2018 · 2019 · 2020 · 2021 · 2022 · 2023 · 2024 · 2025
World Darts Championship (WDF)

2022 · 2023 · 2024
World Seniors Darts Championship (WSDT)

2022 · 2023 · 2024 · 2025